# أوليفييه لو بوش
أوليفييه لو بوش (من مواليد 1963/1964) هو رجل أعمال فرنسي، والمدير التنفيذي (الرئيس التنفيذي) لشلمبرجير، أكبر شركة في العالم لخدمات حقول النفط، اعتبارًا من 1 أغسطس 2019. 

## سيرة شخصية
ولد أوليفييه لو بوش ونشأ في فرنسا.  حصل على درجة البكالوريوس في الهندسة الكهربائية، وعلى درجة الماجستير في الألكترونيات الدقيقة من الكلية الوطنية للألكترونيات وعلوم الكمبيوتر والاتصالات والرياضيات والميكانيكا في بوردو وجامعة بوردو .
في عام 1987 ، انضم أوليفييه إلى شلمبرجير كمهندس كهرباء.  عمل في شركة شلمبرجير لمدة 32 عامًا، وتقلد منصب كبير موظفي العمليات (COO) في فبراير 2019 ، قبل أن يخلف بال كيبسغارد في منصب الرئيس التنفيذي في 1 أغسطس 2019.  